# Should Waiters Marry?
Should Waiters Marry? è un cortometraggio muto del 1920 diretto da Tom Buckingham, che ne aveva scritto anche il soggetto e la sceneggiatura.

## Produzione
Il film fu prodotto dalla Century Film.

## Distribuzione
Distribuito dalla Universal Film Manufacturing Company, il film uscì nelle sale cinematografiche USA il 5 luglio 1920.